# Rhinonycteridae
Rhinonycteridae je čeleď letounů.

## Systematika
Jde o nepočetnou čeleď letounů, jejíž zástupci byli dlouhodobě vedeni coby součást subtribu Rhinonycterina v rámci čeledi pavrápencovití (Hipposideridae). Osamostatnění se tato čeleď dočkala teprve na základě molekulárně-fylogenetické studie z roku 2015. Čeleď zahrnuje následující žijící zástupce:
- rod Cloeotis Thomas, 1901
  - druh Cloeotis percivali Thomas, 1901 – pavrápenec Percivalův
- rod Paratriaenops Benda and Vallo, 2009
  - druh Paratriaenops auritus (G. Grandidier, 1912)
  - druh Paratriaenops furculus (Trouessart, 1906)
  - druh Paratriaenops pauliani (Goodman & Ranivo, 2008)
- rod Rhinonicteris Gray, 1847
  - druh Rhinonicteris aurantia (Gray, 1845) – pavrápenec oranžový
- rod Triaenops Dobson, 1871
  - druh Triaenops afer Peters, 1876
  - druh Triaenops menamena Goodman and Ranivo, 2009
  - druh Triaenops parvus Benda and Vallo, 2009
  - druh Triaenops persicus Dobson, 1871 – pavrápenec cíponosý

K těmto žijícím zástupcům je přiřazováno i několik fosilních taxonů, například rody Brachipposideros a Brevipalatus z oligocénu a miocénu, či druh Triaenops goodmani, popsaný na základě subfosilních pozůstatků.
V rámci moderní systematiky letounů je čeleď Rhinonycteridae sdružována do podřádu kaloňotvaří (Yinpterochiroptera) a nadčeledi vrápencovci (Rhinolophoidea). Fylogenetické studie ji kladou buďto k čeledi Hipposideridae, anebo jako sesterskou skupinu vůči Rhinolophidae + Hipposideridae, s odhadovanou dobou divergence čeledi v průběhu eocénu před 39, resp. 45 miliony lety.

## Popis

Triaenops menamena, lebka

Jediný zástupce typového rodu Rhinonycteris, australský pavrápenec oranžový (R. aurantia), dosahuje délky těla 4,5 až 5,5 cm, délky ocasu 2,4 až 2,8 cm a hmotnosti 7 až 10 g. Rhinonykteridé se vzhledem podobají pavrápencům, ale jejich nosní lístek má u většiny rodů nezvyklý tvar trojzubce. Uši nejsou zvětšené a postrádají ušní víčko neboli tragus. Stejně jako v případě pavrápencovitých mají žijící členové čeledi Rhinonycteridae pouze dva články na prstech zadních končetin a redukovali rovněž třetí třenový zub dolní čelisti. Celkový zubní vzorec činí 1.1.1–2.32.1.2.3 = 28 až 30 zubů.

## Výskyt
Zástupci rhinonykteridů se vyskytují v tropických a subtropických, často suchých regionech od subsaharské Afriky, Arabského poloostrova a částí Asie až po Austrálii. Objevuje se fenomén ostrovního endemismu; například zástupci rodu Paratriaenops žijí pouze na Madagaskaru a některých atolech Seychelského souostroví.